# Kozole
Kozole je priimek več znanih Slovencev:
- Boštjan Kozole, sadjarski gospodarstvenik, direktor Eurosad-a Krško
- Damjan Kozole (*1964), filmski režiser in scenarist
- Emil Kozole (*1991), oblikovalec, fotograf
- Karel Kozole, likovni umetnik, slikar, pedagog
- Miran "Špica" Kozole, glasbenik citrar in aranžer